# Андерсон, Себастиан
Себа́стиан Сан А́ндерсон (англ. Sebastian Sun Anderson; 8 августа 2002, Сакраменто, Калифорния) — американский футболист, правый защитник клуба «Хартфорд Атлетик».

## Клубная карьера
С 2012 по 2017 годы тренировался в футбольной академии «Реал Колорадо». В 2017 году перешёл в академию «Колорадо Рэпидз». 3 апреля 2019 года 16-летний защитник подписал первый в своей карьере профессиональный контракт как доморощенный игрок.
В основном составе «Колорадо Рэпидз» дебютировал 27 апреля 2019 года, выйдя в стартовом составе в матче MLS против клуба «Атланта Юнайтед». Он стал самым молодым игроком в истории клуба (на момент дебюта ему было 16 лет и 262 дня).
23 августа 2019 года Андерсон был отдан в аренду клубу Чемпионшипа ЮСЛ «Колорадо-Спрингс Суитчбакс». 4 октября 2019 года снова отправился в аренду в «Колорадо-Спрингс Суитчбакс». 21 февраля 2020 года вновь отбыл в аренду в «Суитчбакс». 29 марта 2021 года ещё раз присоединился к «Колорадо-Спрингс Суитчбакс» на правах аренды. 24 апреля 2021 года «Рэпидз» отозвал его из аренды. 16 сентября 2022 года он был отдан в аренду «Колорадо-Спрингс Суитчбакс» на оставшуюся часть сезона.
По окончании сезона 2023 «Колорадо Рэпидз» отклонил опцию продления контракта с Андерсоном, но, проведя переговоры, 19 декабря 2023 года стороны согласовали новый однолетний контракт с опциями продления ещё на два года. По окончании сезона 2024 «Колорадо Рэпидз» отказался от опции продления контракта с Андерсоном, но провёл переговоры с ним о новом контракте.
6 февраля 2025 года Андерсон воссоединился с бывшим главным тренером «Колорадо-Спрингс Суитчбакс» Бренданом Берком, подписав контракт с клубом Чемпионшипа ЮСЛ «Хартфорд Атлетик» на сезон 2025. Дебютировал за «Хартфорд» 8 марта 2025 года в матче стартового тура сезона против «Лексингтона».

## Карьера в сборной
В 2017 году дебютировал в составе сборных США до 15 и до 17 лет. Принял участие в юношеском чемпионате мира 2019.